# Videodrome
Videodrome es una película canadiense de ciencia ficción y terror de 1983. Escrita y dirigida por David Cronenberg está protagonizada por James Woods, Sonja Smits y Deborah Harry en sus papeles principales. Ambientada en la ciudad de Toronto en los años 1980 la trama muestra al director ejecutivo de un pequeño canal de televisión que logra interceptar una transmisión televisiva que muestra formas extremas de violencia y tortura. El protagonista irá perdiendo la cordura a medida que trata de descubrir la fuente de la señal, sufriendo progresivamente extrañas y violentas alucinaciones.
Distribuida por Universal Pictures fue la primera película de Cronenberg con apoyo de un importante estudio de Hollywood. Si bien resultó un fracaso de taquilla, con un presupuesto de $5.9 millones y una recaudación de $2.1 millones, la cinta recibió críticas favorables en aspectos como los efectos especiales y de maquillaje, la dirección, la actuación de Woods y Harry, y su temática críptica y psicosexual. Entre los galardones que obtuvo se incluye el premio a mejor dirección en la quinta entrega de los Premios Genie.
Calificada por Andy Warhol como "La Naranja Mecánica de los ochenta" el filme es considerado como un clásico de culto y es citado como una de las mejores películas del director, además de ejemplificar el subgénero de horror corporal.

## Argumento
Max Renn es el presidente de CIVIC-TV una estación de televisión UHF de Toronto especializada en programación sensacionalista. Disgustado con la configuración actual de su programación, que consiste principalmente en pornografía suave y violencia gratuita, busca nuevos contenidos que lleguen a una nueva audiencia. 
Una mañana lo convocan a la oficina clandestina de Harlan, quien opera una antena parabólica no autorizada de CIVIC-TV que puede interceptar transmisiones procedentes de lugares lejanos como Asia. Harlan le muestra a Max "Videodrome", un programa de televisión sin trama, aparentemente transmitido desde Malasia, que muestra la brutal tortura y el eventual asesinato de víctimas anónimas. Creyendo que este es el futuro de la televisión Max ordena a Harlan que comience a emitir el programa sin licencia y experimenta una primera alucinación a la que seguirán muchas más. Entrevistado en un programa, Max defiende la programación que emite su estación ante Nicki Brand, una psiquiatra y presentadora de radio, y el profesor Brian O'Blivion, un analista y filósofo de la cultura pop que solo aparece en televisión si su imagen se transmite al estudio en un televisor desde una ubicación remota. O'Blivion ofrece un discurso que profetiza un futuro en el que la televisión suplanta la vida real.
Max sale con Nicki y, durante la cita, ella se excita sexualmente cuando este le muestra un episodio de "Videodrome" y lo convence de tener sexo sadomasoquista con ella mientras lo miran. 
Max acude, una vez más, a la oficina de Harlan, donde este le dice que el retraso de la señal que hizo que pareciera venir de Malasia fue una estratagema de la estación emisora original y que "Videodrome" se está transmitiendo en realidad desde Pittsburgh. Al enterarse de esto Nicki viaja, bajo la apariencia de un viaje de negocios, a Pittsburgh con la intención de audicionar para "Videodrome" pero nunca llega a regresar a Toronto. 
Max contacta a Masha, una directora de pornografía softcore, y le pide su ayuda para descubrir la verdad sobre "Videodrome". A través de Masha, Max se entera de que no solo las imágenes no son falsas sino que "Videodrome" es la "cara" pública de un movimiento político. También le comenta que el profesor O'Blivion es conocedor del programa y está vinculado con el mismo. Max inicia la búsqueda de O'Blivion localizando un refugio para personas sin hogar donde se alienta a los vagabundos a participar en sesiones de maratón para ver televisión. Max descubre que el objetivo del refugio, dirigido por Bianca, la hija de O'Blivion, es lograr la visión de su padre de un mundo en el que la televisión reemplaza todos los aspectos de la vida cotidiana. 
Posteriormente Max ve una cinta de vídeo en la que O'Blivion le informa que "Videodrome" es un campo de batalla sociopolítico en el que se libra una guerra por el control de las mentes de los pueblos de América del Norte. Poco después Max comienza a experimentar alucinaciones perturbadoras en las que su torso se transforma en un agujero que funciona como una videograbadora. Bianca le dice que estos son efectos secundarios de haber visto "Videodrome" ya que lleva incorporada una señal de transmisión que hace que el espectador desarrolle un tumor cerebral maligno. O'Blivion ayudó a crear el programa como parte de su visión para el futuro, pero cuando descubrió que iba a ser utilizado con fines malévolos, intentó detener a sus socios pero estos usaron su propio invento para matarlo. En el año anterior a su muerte, O'Blivion grabó decenas de miles de vídeos, que ahora forman la base de sus apariciones en televisión.
Max es contactado por la productora de "Videodrome", Spectacular Optical Corporation, una compañía que tras la apariencia de una empresa dedicada a los productos ópticos en realidad se dedica a la fabricación de armas. El jefe de Spectacular Optical, Barry Convex, ha estado trabajando en secreto con Harlan para mostrar a Max "Videodrome" con el objetivo de que lo difunda por su emisora, como parte de una conspiración para causar tumores cerebrales fatales a gente de clase baja obsesionados con el sexo extremo y la violencia. 
Convex posteriormente inserta una cinta de vídeo, con la intención de hacer un lavado de cerebro, en la protuberancia surgida en el torso de Max. Bajo el influjo de Convex, Max asesina a sus colegas en CIVIC-TV y luego intenta asesinar a Bianca O'Blivion, pero ella logra detener a Max mostrándole una cinta de video de Nicki siendo estrangulada hasta la muerte. Bianca luego "reprograma" a Max para volverse contra "Videodrome". Por orden de Bianca, Max mata a Harlan y a Convex. Tras hacerlo se refugia en un barco abandonado donde Nicki se le aparece en un televisor. Ella le dice que con sus acciones ha debilitado "Videodrome" pero para vencerlo por completo debe ascender al siguiente nivel y "abandonar la vieja carne". Posteriormente la televisión muestra una imagen de Max disparándose en la cabeza lo que provoca la explosión del estudio donde está. Recreando lo que acaba de ver en la televisión, Max pronuncia las palabras "Viva la nueva carne", apunta el arma a su cabeza y aprieta el gatillo tras lo cual la pantalla funde a negro.

## Reparto
- James Woods — Max Renn
- Sonja Smits — Bianca O'Blivion
- Debbie Harry — Nicki Brand
- Peter Dvorsky — Harlan
- Leslie Carlson — Barry Convex
- Jack Creley — Brian O'Blivion
- Lynne Gorman — Masha
- Julie Khaner — Bridey
- Reiner Schwartz — Moses
- David Bolt — Raphael
- Lally Cadeau — Rena King
- Henry Gomez — Brolley

## Producción

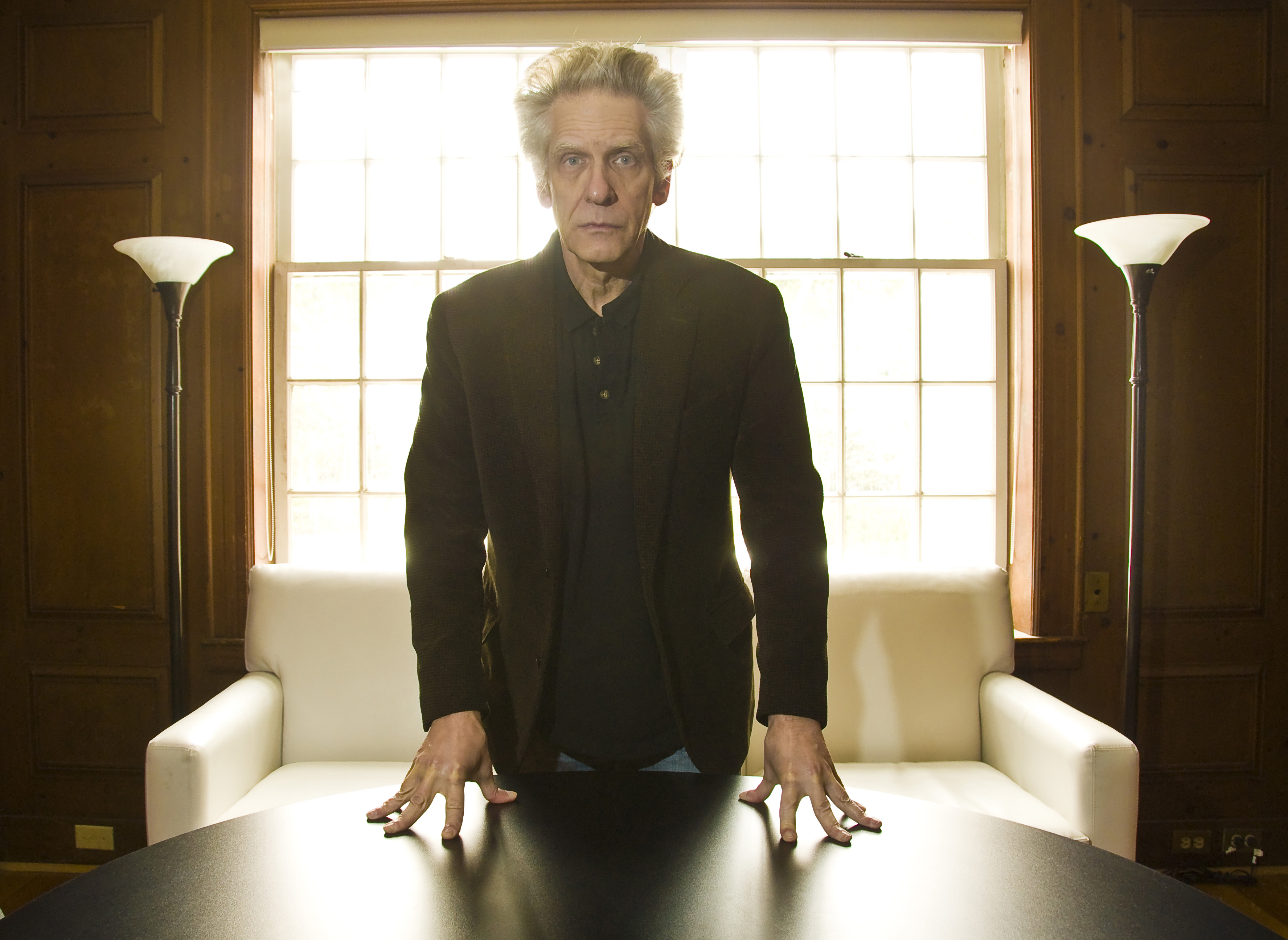
El director David Cronenberg

David Cronenberg recuerda que durante su infancia solía captar señales de televisión provenientes de Buffalo (Nueva York), a altas horas de la noche, cuando una estación canadiense finalizara sus emisiones y le preocupaba la posibilidad de ver algo perturbador no pensado para el consumo público. Esta experiencia sentó las bases para la trama de Videodrome. En su juventud fue estudiante de ciencias en la Universidad de Toronto aunque luego se decantó por un diploma en Literatura. Durante este tiempo Marshall McLuhan ejercía como profesor de ciencias de la información en la misma universidad y a menudo se le acredita como una influencia para la película Videodrome.
Con un presupuesto aproximado de 6 millones de dólares el rodaje de la película comenzó el 19 de octubre de 1981 con una primera semana dedicada a capturar imágenes que servirían como insertos en los monitores durante la película. Estos incluían los monólogos televisivos del Profesor Brian O'Blivion, las escenas de tortura del programa "Videodrome" y las escenas de pornografía suave de los programas "Samurai Dreams" y "Apollo & Dionysus".
Se usaron cintas de video Betamax como elementos para insertar en la ranura del estómago de Max porque las cintas en formato VHS eran demasiado grandes para caber en la falsa herida abdominal. La pantalla ondulante del televisor, que resultó ser una de las imágenes más icónicas, con el que Max interactúa se creó usando un proyector de vídeo y una lámina de goma dental. El diseñador de efectos visuales de la película, Rick Baker, declaró:

"Sabía que necesitaríamos un material flexible ... primero probamos con un globo meteorológico, lo extendimos sobre un marco del tamaño de una pantalla de TV y pasamos una mano por él para vean cuánto se estiró, y luego lo proyectamos hacia atrás".
Rick Baker 

### Finales

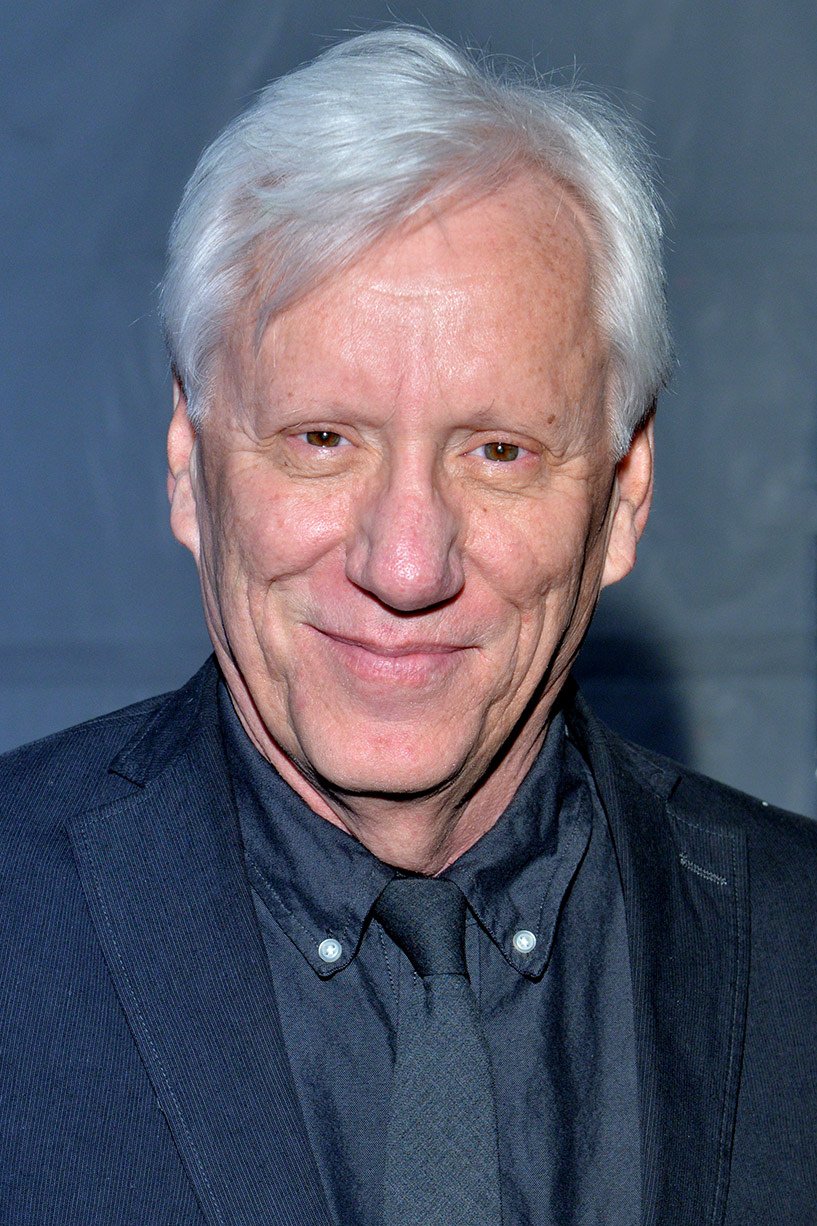
El actor James Woods

Se rodaron tres finales diferentes y el finalmente utilizado, en el que Max se dispara en un barco abandonado, fue idea de James Woods. Una de las intenciones iniciales para el final fue incluir un epílogo después del suicidio, en el que Max, Bianca y Nicki aparecen en el set de "Videodrome". Se muestra que Bianca y Nicki, como Max, tienen hendiduras en el pecho de donde emergen órganos sexuales grotescos y mutados. Cronenberg describió su visión original del final de la siguiente manera: "Después del suicidio, Max termina en el set de 'Videodrome' con Nicki, abrazándose y besándose y cosas como esa. ¿Un final feliz? Bueno, es mi versión de un final feliz: el chico se encuentra con la chica en el set de 'Videodrome', con la pared de arcilla tal vez cubierta de sangre, pero no estoy seguro. Imágenes de renacimiento freudiano, puro y simple". Tras el lanzamiento de la película en The Criterion Collection el director atribuyó su decisión de omitir el epílogo al menos parcialmente a sus propias creencias ateas, ya que la aparente resurrección de Max y Nicki en el plató de "Videodrome" podría interpretarse como que habían ido a una vida futura, mientras que el propio Cronenberg no cree en una.

### Música

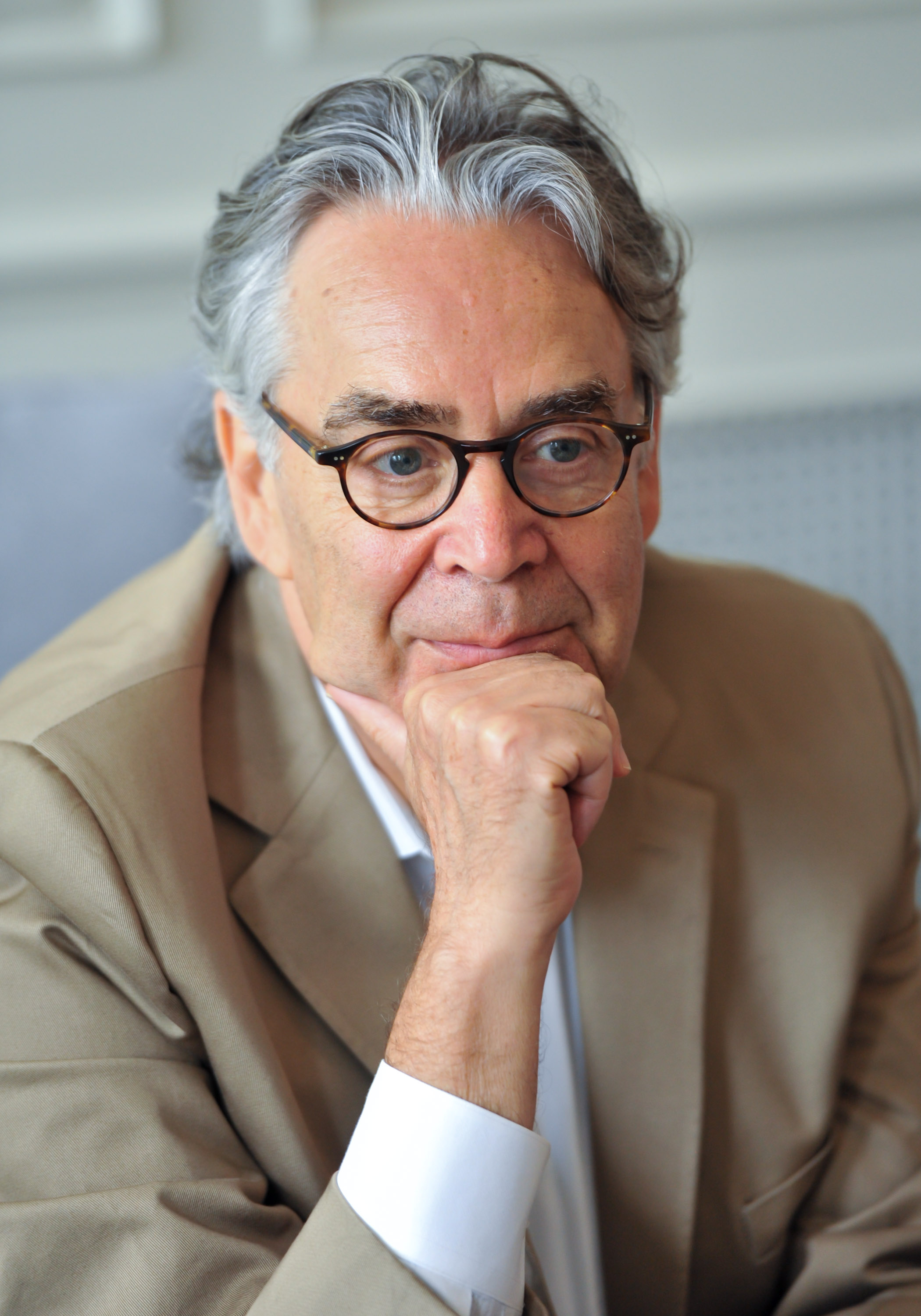
El compositor Howard Shore

Una composición original fue compuesta para Videodrome por Howard Shore. La partitura se compuso para seguir el descenso de Max Renn a las alucinaciones de vídeo, comenzando con una música orquestal dramática que incorpora progresivamente, y finalmente enfatiza, la instrumentación electrónica. Para lograr esto Shore compuso una partitura completa para orquesta antes de programarla en un sintetizador digital Synclavier II. La partitura renderizada, tomada del Synclavier II, se grabó y se reprodujo en conjunto con una pequeña sección de cuerdas. El sonido resultante fue una mezcla sutil que, a menudo, dificulta saber qué sonidos son reales y cuáles son sintetizados.
La banda sonora también fue publicada en 1982 en disco de vinilo por el sello Varèse Sarabande. En 1998 y 2000 el mismo sello reeditó la banda sonora en formato de disco compacto. El álbum en sí no es solo una copia directa de la partitura de Shore sino un remix. Shore ha comentado que si bien hubo pequeños problemas con algunos de los números acústicos, "en general creo que les fue muy bien".

## Recepción
La película obtiene valoraciones positivas entre los críticos profesionales y los usuarios de portales de información cinematográfica. Se ha descrito como una "película tecno-surrealista inquietante" y "ardientemente intenso, caótico, indeleblemente surrealista, absolutamente como nada más". La revista Fotogramas le otorga una puntuación de 2 sobre 5. Juan Luis Caviaro en su reportaje de EspinOf "David Cronenberg: 'Videodrome', la nueva carne" analiza los paralelismos con Scanners (1981) y reseña "la trama, en el fondo muy simple, y bastante similar a la de ‘Scanners’ (el héroe marginado contra el villano que pretende dominar una nueva especie de humanidad), da pie a Cronenberg para explorar los temas que le interesan, y para ofrecer al público otra buena ración de poderosas imágenes que se quedan grabadas en las retinas, posibles gracias al formidable trabajo de Rick Baker(...) destacar igualmente la impecable interpretación de James Woods(...) y la inquietante composición musical de Howard Shore, imprescindible para adentrarnos en el turbador, enfermo, sucio relato de Cronenberg".
Janet Maslin de The New York Times (1983) la "innovación" de la película, elogió la actuación de Woods por tener una "ventaja muy auténtica" aunque reseñó "al final se vuelve grotesca y pierde un poco la coherencia, su comienzo es magnífico y su ingenio se sostiene prácticamente durante toda la película". El personal de Variety (1983) escribió que la película "demuestra ser más fascinante que distanciante", y elogió los "impresionantes efectos visuales". Gary Arnold de The Washington Post (1983) le dio a la película una crítica negativa, llamándola "estúpida y aburrida: demasiado fallida como para sobrevivir a la exposición que tendrá por parte de los amantes del terror, que por otro lado acabarán desilusionados con la obra". Adam Smith de Empire (2015) le dio a la película 4 de 5 estrellas calificándola como un "ejemplo perfecto" de horror corporal e indicando que "Cronenberg es el director vivo más importante que existe en el género del terror. Tardarás mucho tiempo en olvidar esta película". Trace Thurman de Bloody Disgusting (2015) la enumeró como una de las ocho "películas de terror que se adelantaron a su tiempo". También fue seleccionada como una de las "23 películas más extrañas de todos los tiempos" por Total Film. Nick Schager de Esquire (2018) clasificó la película en el número 10 en su lista de "las 50 mejores películas de terror de la década de 1980".
Durante un extenso análisis para Cultugrafía, el crítico cultural Alberto Hernando advierte sobre la "monstruosa teoría de sistemas" que subyace en la película de Cronenberg: "Max, el personaje de James Wood, no solo consume la señal de Videodrome sino que también es consumido por ella. La Nueva Carne es la integración del cuerpo en el sistema de la tecnología: la unión mano-pistola. Otra imagen inolvidable por su encarnizada carga conceptual: Max conectándose con Videodrome a través de un beso con la televisión, la realización material de su deseo erótico de penetrar en el canal de BDSM. (...) Ninguna imagen muestra tan visceralmente este cambio de agencia del usuario a favor de la herramienta/sistema que la programación de Max mediante unas cintas de vídeo que introduce por la ranura de pliegues carnosos y palpitantes que le ha nacido en el vientre, como un VHS o una disquetera viviente."
En el agregador de críticas Rotten Tomatoes tiene una calificación de "fresco" del 78%, basada en 51 críticas profesionales, y del 80% entre las 41.213 valoraciones de los usuarios del portal. Su consenso dice: "Visualmente audaz, desorientador y simplemente extraño, las reflexiones de Videodrome sobre tecnología, entretenimiento y política todavía se sienten frescas hoy". 

## Premios y nominaciones
A pesar de su pobre desempeño comercial la película ganó varios premios tras su lanzamiento. 
En el Festival Internacional de Cine Fantástico de Bruselas de 1984 empató con Bloodbath at the House of Death en el premio a la Mejor Película de Ciencia Ficción. Mark Irwin recibió un Premio CSC (Sociedad Canadiense de Cinematógrafos, por sus siglas en inglés Canadian Society of Cinematographers) a la Mejor Fotografía. 
Fue nominado para ocho Premios Genie obteniendo un galardón para David Cronenberg como Mejor Director.
También fue nombrada la 89a película más esencial de la historia por el Festival Internacional de Cine de Toronto.